# 1293

## Починали
- Анри от Гент, философ